# 24 uur van Le Mans 1957

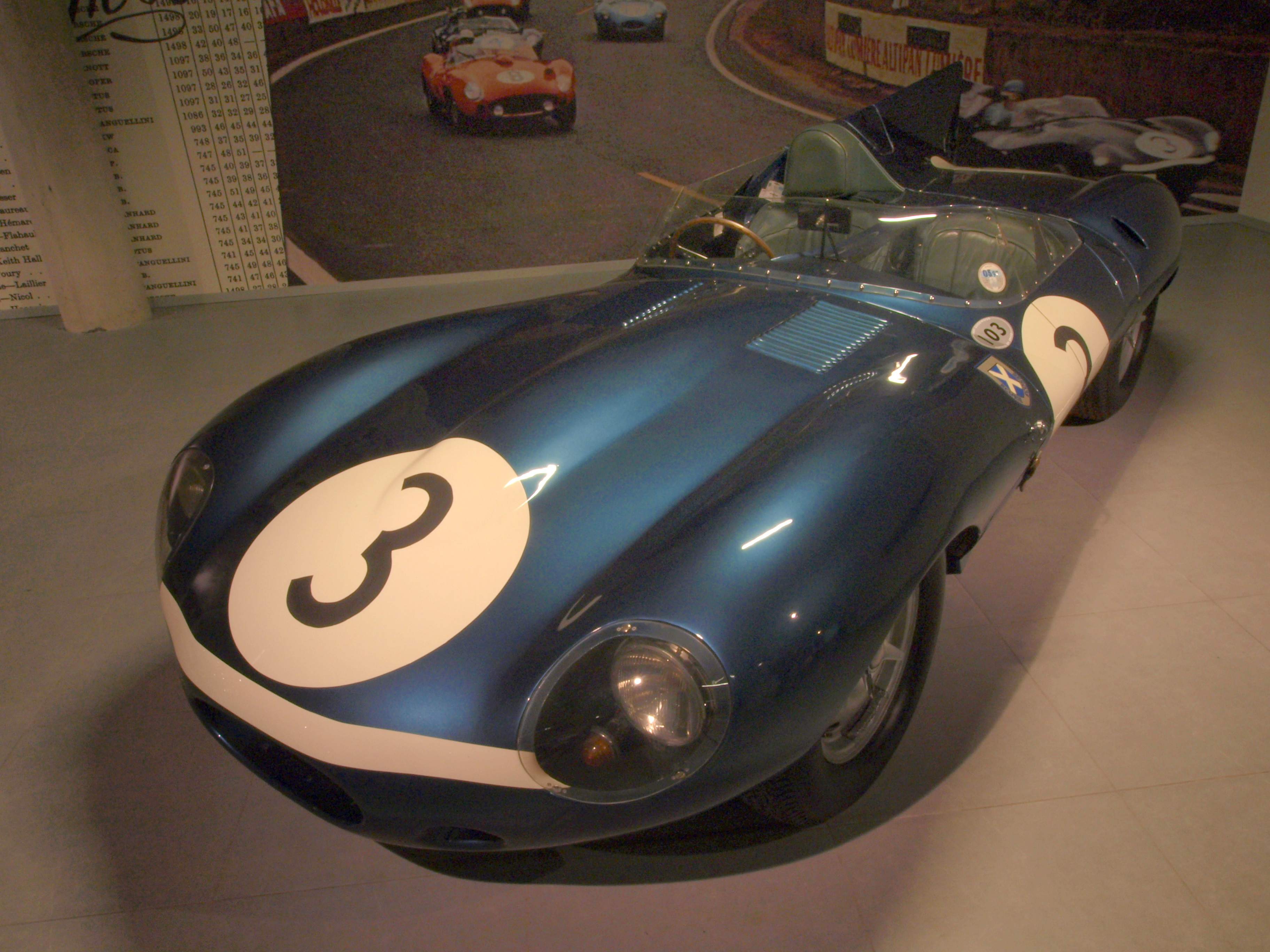
De winnende auto: de Jaguar D-Type #3.

De 24 uur van Le Mans 1957 was de 25e editie van deze endurancerace. De race werd verreden op 22 en 23 juni 1957 op het Circuit de la Sarthe nabij Le Mans, Frankrijk.
De race werd gewonnen door de Ecurie Ecosse #3 van Ron Flockhart en Ivor Bueb, die allebei hun tweede Le Mans-zege behaalden. De S2.0-klasse werd gewonnen door de Equipe Nationale Belge #28 van Lucien Bianchi en Georges Harris. De S1.5-klasse werd gewonnen door de Ed Hugus #35 van Ed Hugus en Carel Godin de Beaufort. De S1.1-klasse werd gewonnen door de Lotus Engineering #62 van Jay Chamberlain en Herbert MacKay-Fraser. De S3.0-klasse werd gewonnen door de Aston Martin Ltd. #21 van Jean-Paul Colas en Jean Kerguen. De S750-klasse werd gewonnen door de Lotus Engineering #55 van Cliff Allison en Keith Hall.

## Race
Winnaars in hun klasse zijn vetgedrukt. Auto's die minder dan 70% van de afstand van de winnaar van hun klasse hadden afgelegd werden niet geklasseerd. De #34 Porsche KG werd niet geklasseerd omdat deze de laatste ronde te langzaam had afgelegd. De #60 Equipe Nationale Belge werd gediskwalificeerd omdat de brandstof van deze auto te vroeg werd bijgevuld.
| Pos. | Klasse | No. | Team                          | Coureurs                                            | Chassis                      | Motor                         | Ronden |
| ---- | ------ | --- | ----------------------------- | --------------------------------------------------- | ---------------------------- | ----------------------------- | ------ |
| 1    | S5.0   | 3   | Ecurie Ecosse                 | Ron Flockhart Ivor Bueb                             | Jaguar D-Type                | Jaguar 3.8L S6                | 327    |
| 2    | S5.0   | 15  | Ecurie Ecosse                 | Ninian Sanderson John Lawrence                      | Jaguar D-Type                | Jaguar 3.4L S6                | 319    |
| 3    | S5.0   | 17  | Equipe Los Amigos             | Jean Lucas Jean Brussin                             | Jaguar D-Type                | Jaguar 3.4L S6                | 317    |
| 4    | S5.0   | 16  | Equipe Nationale Belge        | Paul Frère Freddy Rousselle                         | Jaguar D-Type                | Jaguar 3.4L S6                | 310    |
| 5    | S5.0   | 8   | Scuderia Ferrari              | Stuart Lewis-Evans Martino Severi                   | Ferrari 315 S                | Ferrari 3.8L V12              | 300    |
| 6    | S5.0   | 4   | Duncan Hamilton               | Duncan Hamilton Masten Gregory                      | Jaguar D-Type                | Jaguar 3.8L S6                | 299    |
| 7    | S2.0   | 28  | Equipe Nationale Belge        | Lucien Bianchi Georges Harris                       | Ferrari 500 TRC              | Ferrari 1985cc S4             | 288    |
| 8    | S1.5   | 35  | Ed Hugus                      | Ed Hugus Carel Godin de Beaufort                    | Porsche 550A                 | Porsche 1498cc S4             | 286    |
| 9    | S1.1   | 62  | Lotus Engineering             | Jay Chamberlain Herbert MacKay-Fraser               | Lotus Eleven                 | Coventry Climax FWA 1098cc S4 | 285    |
| 10   | S2.0   | 31  | AC Cars                       | Ken Rudd Peter Bolton                               | AC Ace                       | Bristol 1970cc S6             | 281    |
| NC   | S1.5   | 34  | Porsche KG                    | Claude Storez Ed Crawford                           | Porsche 550A                 | Porsche 1498cc F4             | 275    |
| 11   | S3.0   | 21  | Aston Martin Ltd.             | Jean-Paul Colas Jean Kerguen                        | Aston Martin DB3S            | Aston Martin 3.0L S6          | 272    |
| 12   | S2.0   | 26  | Georges Guyot                 | Georges Guyot Michel Parsy                          | Maserati A6GCS               | Maserati 1985cc S4            | 260    |
| 13   | S1.1   | 42  | Robert Walshaw                | Robert Walshaw John Dalton                          | Lotus Eleven                 | Coventry Climax FWA 1098cc S4 | 259    |
| 14   | S750   | 55  | Lotus Engineering             | Cliff Allison Keith Hall                            | Lotus Eleven                 | Coventry Climax FWC 745cc S4  | 259    |
| 15   | S1.1   | 40  | Cooper Cars                   | Jack Brabham Ian Raby                               | Cooper T39                   | Coventry Climax FWA 1098cc S4 | 254    |
| 16   | S1.1   | 41  | André Héchard                 | André Héchard Roger Masson                          | Lotus Eleven                 | Coventry Climax FWA 1098cc S4 | 253    |
| 17   | S750   | 49  | Automobiles Deutsch et Bonnet | Louis Cornet Henri Perrier                          | DB HBR-4 Spyder              | Panhard 745cc F2              | 239    |
| 18   | S750   | 52  | Équipe Monopole Course        | Pierre Chancel Jean Hémard                          | Monopole X89 Coupé           | Panhard 745cc F2              | 238    |
| 19   | S750   | 46  | Automobili OSCA               | Jean Laroche Rémy Radix                             | OSCA 750 S                   | OSCA 749cc S4                 | 234    |
| 20   | S750   | 58  | Automobili Stanguellini       | Fernand Sigrand Michel Nicol                        | Stanguellini S750 Sport      | Stanguellini 741cc S4         | 214    |
| DNF  | S2.0   | 24  | Automobiles Frazer Nash Ltd.  | Richard Stoop Peter Jopp                            | Frazer Nash Sebring          | Bristol 1971cc S6             | 240    |
| DNF  | S2.0   | 27  | Fernand Tavano                | Fernand Tavano Jacques Péron                        | Ferrari 500 TRC              | Ferrari 1985cc S4             | 235    |
| DNF  | S750   | 53  | Équipe Monopole Course        | Robert Chancel Pierre Flahault                      | Monopole X88 Coupé           | Panhard 745cc F2              | 230    |
| DNF  | S5.0   | 10  | George Arents                 | George Arents Jan de Vroom                          | Ferrari 290 MM               | Ferrari 3.5L V12              | 183    |
| DNF  | S1.1   | 45  | Wolfgang Seidel               | Wolfgang Seidel Heinz Meier                         | DKW Monza Coupé              | DKW 994cc S3 (tweetaktmotor)  | 151    |
| DNF  | S3.0   | 20  | Aston Martin Ltd.             | Tony Brooks Noël Cunningham-Reid                    | Aston Martin DBR1/300        | Aston Martin 2.9L S6          | 140    |
| DNF  | S2.0   | 25  | Léon Coulibeuf                | Léon Coulibeuf José Behra                           | Maserati 200S                | Maserati 1998cc S4            | 136    |
| DNF  | S750   | 56  | Automobili Stanguellini       | René-Philippe Faure Gilbert Foury                   | Stanguellini S750 Bialbero   | Stanguellini 741cc S4         | 131    |
| DNF  | S2.0   | 29  | Equipe Los Amigos             | François Picard Richie Ginther                      | Ferrari 500 TRC              | Ferrari 1985cc S4             | 129    |
| DNF  | S1.5   | 32  | Porsche KG                    | Umberto Maglioli Edgar Barth                        | Porsche 718 RSK              | Porsche 1498cc F4             | 129    |
| DNF  | S750   | 54  | Équipe Monopole Course        | René Cotton Jacques Blanchet                        | Monopole X88 Spyder          | Panhard 745cc F2              | 127    |
| DNF  | S750   | 50  | Automobiles Deutsch et Bonnet | Jean-Claude Vidilles Jo Schlesser                   | DB HBR-4 Spyder              | Panhard 747cc F2              | 126    |
| DNF  | S750   | 51  | Automobiles Deutsch et Bonnet | Paul Armagnac Gérard Laureau                        | DB HBR-4 Spyder              | Panhard 747cc F2              | 120    |
| DNF  | S3.0   | 19  | Aston Martin Ltd.             | Roy Salvadori Les Leston                            | Aston Martin DR1/300         | Aston Martin 2.9L S6          | 112    |
| DNF  | S5.0   | 9   | Scuderia Ferrari              | Olivier Gendebien Maurice Trintignant               | Ferrari 250 TR               | Ferrari 3.1L V12              | 109    |
| DNF  | S1.5   | 33  | Porsche KG                    | Hans Herrmann Richard von Frankenberg               | Porsche 500A                 | Porsche 1498cc F4             | 87     |
| DNF  | S5.0   | 5   | Aston Martin Ltd.             | Peter Whitehead Graham Whitehead                    | Aston Martin DBR2            | Aston Martin 3.7L S6          | 81     |
| DNF  | S5.0   | 11  | Equipe Nationale Belge        | Jacques Swaters Alain de Changy                     | Ferrari 290 MM               | Ferrari 3.5L V12              | 73     |
| DNF  | S3.0   | 12  | Officine Alfieri Maserati     | Giorgio Scarlatti Jo Bonnier                        | Maserati 300S                | Maserati 3.0L S6              | 73     |
| DSQ  | S1.5   | 60  | Equipe Nationale Belge        | Claude Dubois George Hacquin                        | Porsche 550A                 | Porsche 1498cc F4             | 70     |
| DNF  | S750   | 57  | Bernard Deviterne             | Bernard Deviterne Marcel Laillier                   | DB HBR-5 Coupé               | Panhard 747cc F2              | 68     |
| DNF  | S1.1   | 44  | Automobili Stanguellini       | Francesco Siracusa Roberto Lippi                    | Stanguellini S1100 Prototipo | Stanguellini 1089cc S4        | 67     |
| DNF  | S5.0   | 7   | Scuderia Ferrari              | Mike Hawthorn Luigi Musso                           | Ferrari 335 S                | Ferrari 4.0L V12              | 56     |
| DNF  | S1.1   | 39  | Arnott Cars                   | Jim Russell Dennis Taylor                           | Arnott Sports                | Climax FWA 1098cc S4          | 46     |
| DNF  | S3.0   | 18  | Automobiles Gordini           | Jean Guichet André Guelfi                           | Gordini T24S                 | Gordini 3.0L S8               | 38     |
| DNF  | S5.0   | 1   | Officine Alfieri Maserati     | Stirling Moss Harry Schell                          | Maserati 450S Zagato Coupé   | Maserati 4.5L V8              | 32     |
| DNF  | S5.0   | 2   | Officine Alfieri Maserati     | Jean Behra André Simon                              | Maserati 450S Spyder         | Maserati 4.5L V8              | 28     |
| DNF  | S1.5   | 36  | Maurice Slotine               | Maurice Slotine Roland Bourel                       | Porsche 356A                 | Porsche 1498cc F4             | 26     |
| DNF  | S2.0   | 61  | Gotfrid Köchert               | Gotfrid Köchert Erwin Bauer                         | Ferrari 500 TRC              | Ferrari 1985cc S4             | 18     |
| DNF  | S750   | 47  | Automobiles V.P.              | Bernard Consten Jean-Marie Dumazer                  | V.P. 166R Dynamique          | Renault 747cc S4              | 15     |
| DNF  | S2.0   | 30  | Automobiles Gordini           | Clarence de Rinen Robert La Caze                    | Gordini T15S                 | Gordini 1988cc S6             | 3      |
| DNF  | S5.0   | 6   | Scuderia Ferrari              | Peter Collins Phil Hill                             | Ferrari 335 S                | Ferrari 4.0L V12              | 2      |
| DNF  | S3.0   | 23  | Ecurie Dubonnet               | Franco Bordoni Bruce Halford                        | Talbot-Lago Sport 2500       | Maserati 2.5L S6              | 0      |
| DNS  | S5.0   | 8   | Scuderia Ferrari              | Stuart Lewis-Evans Martino Severi                   | Ferrari 315 S                | Ferrari 3.8L V12              | 0      |
| DNS  | S3.0   | 22  | Ecurie Dubonnet               | Jean Blanc Georges Burggraff                        | Talbot-Lago Sport 2500       | Maserati 2.5L S6              | 0      |
| DNS  | S1.5   | 37  | Lotus Engineering             | Jay Chamberlain Herbert MacKay-Fraser Colin Chapman | Lotus Eleven                 | Coventry Climax FPF 1475cc S4 | 0      |
| DNA  | S1.5   | 38  | Alfranco Pagani               | Alfranco Pagani Mario Poltronieri                   | Alfa Romeo Giulietta Sebring | Alfa Romeo 1290cc S4          | 0      |
| DNA  | S1.1   | 43  | Automobili OSCA               | Giulio Cabianca Colin Davis                         | OSCA MT-4                    | OSCA 1098cc S4                | 0      |
| DNA  | S750   | 48  | Jacques Dewez                 | Jacques Dewez Robert Schollmann                     | Renault 4CV Spéciale         | Renault 747cc S4              | 0      |

1923 · 1924 · 1925 · 1926 · 1927 · 1928 · 1929 · 1930 · 1931 · 1932 · 1933 · 1934 · 1935 · 1936 · 1937 · 1938 · 1939 · 1940 - 1948 · 1949 · 1950 · 1951 · 1952 · 1953 · 1954 · 1955 (Ramp) · 1956 · 1957 · 1958 · 1959 · 1960 · 1961 · 1962 · 1963 · 1964 · 1965 · 1966 · 1967 · 1968 · 1969 · 1970 · 1971 · 1972 · 1973 · 1974 · 1975 · 1976 · 1977 · 1978 · 1979 · 1980 · 1981 · 1982 · 1983 · 1984 · 1985 · 1986 · 1987 · 1988 · 1989 · 1990 · 1991 · 1992 · 1993 · 1994 · 1995 · 1996 · 1997 · 1998 · 1999 · 2000 · 2001 · 2002 · 2003 · 2004 · 2005 · 2006 · 2007 · 2008 · 2009 · 2010 · 2011 · 2012 · 2013 · 2014 · 2015 · 2016 · 2017 · 2018 · 2019 · 2020 · 2021 · 2022 · 2023 · 2024